# USS Hué City (CG-66)
El USS Hué City (CG-66), llamado así en honor a la batalla de Huế, es un crucero de la clase Ticonderoga de la Armada de los Estados Unidos. Fue puesto en gradas en 1989, botado en 1990 y comisionado en 1991. Fue dado de baja en 2022.

## Historial operativo

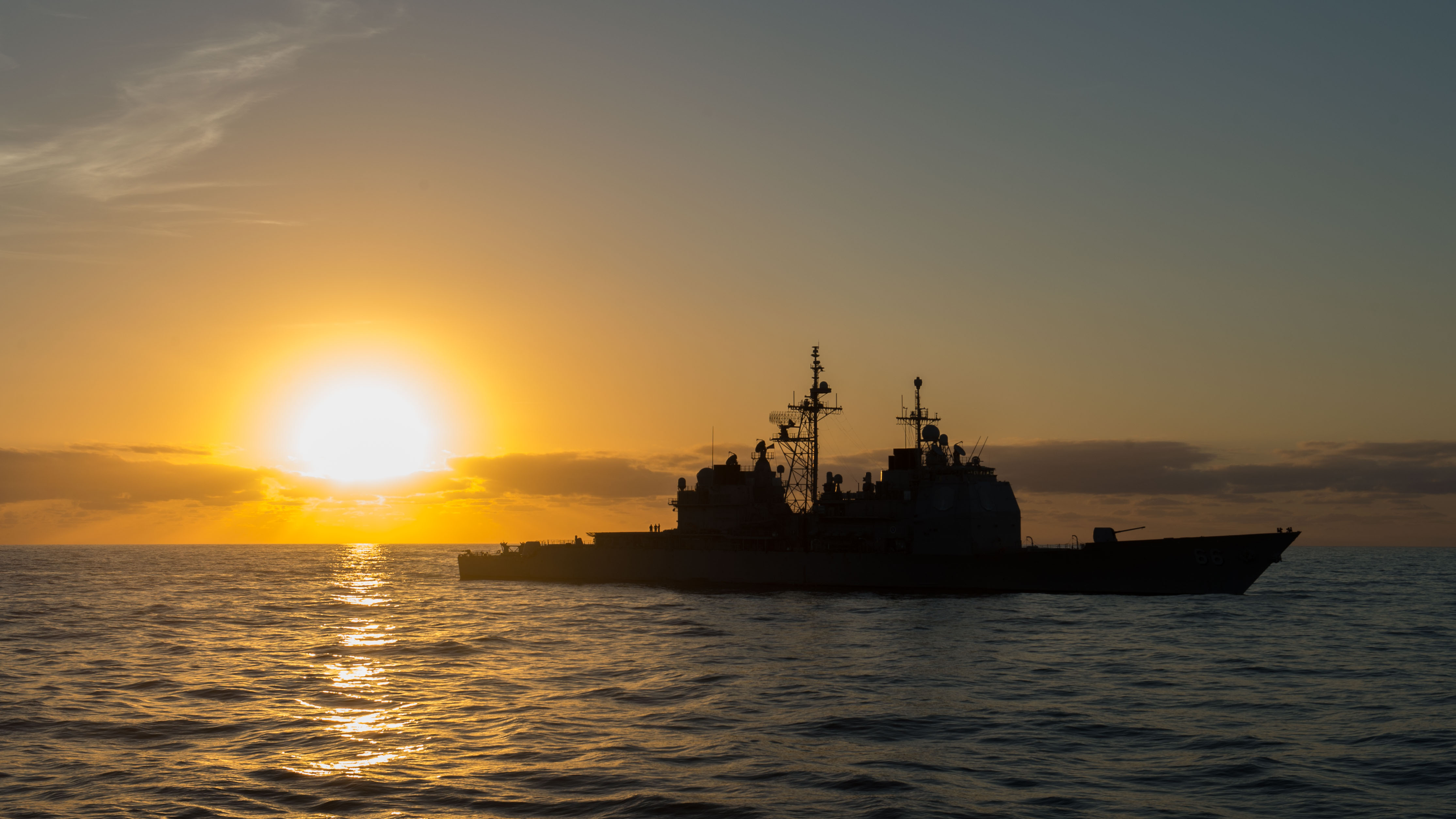
El USS Hué City en el año 2018.

Ordenado el 16 de abril de 1987, fue construido por el Ingalls Shipbuilding de Pascagoula, Misisipi. La puesta de quilla fue el 24 de agosto de 1989, la botadura el 1 de junio de 1990 y la entrada en servicio el 14 de febrero de 1991. Su apostadero fue la base naval de Norfolk, Virginia.
En 2002 estuvo en acción prestando apoyo al grupo de batalla de portaaviones liderado por el USS Theodore Roosevelt en la Operación Enduring Freedom (Afganistán).
El crucero Hué City fue descomisionado el 23 de septiembre de 2022 como parte del proceso de retiro de la flota de cruceros llevado a cabo por la marina estadounidense.

## Nombre
Su nombre USS Hué City honra a la batalla de Huế (Vietnam del Sur) de 1968 durante la guerra de Vietnam. Es el único buque bautizado con una batalla de este conflicto armado.